# Hera (misiune spațială)
Hera este o misiune spațială aflată în curs de dezvoltare la Agenția Spațială Europeană în cadrul programului de siguranță spațială. Obiectivul său principal este de a studia sistemul binar de asteroizi Didymos care a fost lovit de DART și de a contribui la validarea metodei de impact cinetic pentru a devia un asteroid din apropierea Pământului aflat pe o traiectorie de coliziune cu Pământul. Acesta va măsura dimensiunea și morfologia craterului creat de un proiectil artificial care lovește un asteroid și impulsul transferat de acesta, ceea ce va permite măsurarea eficienței devierii produse de impact. De asemenea, va analiza norul de resturi în expansiune provocat de impact.
Nava spațială va fi lansată în octombrie 2024 și va studia rezultatele impactorului DART, la patru ani după misiunea NASA. DART a impactat asteroidul Dimorphos, cel mai mic dintre cele două obiecte care formează asteroidul binar 65803 Didymos, la 27 septembrie 2022.
Hera are o masă de 1128 de kilograme și transportă o încărcătură utilă de camere de luat vederi, un altimetru și un spectrometru. Va transporta, de asemenea, doi nano-sateliți CubeSat, numiți Milani și Juventas.
Hera va caracteriza pe deplin compoziția și proprietățile fizice ale sistemului binar de asteroizi, inclusiv, pentru prima dată, structurile interne și cele de la subsuprafață. De asemenea, va efectua demonstrații tehnologice legate de operațiunile din apropierea unui corp mic și de desfășurarea și comunicarea cu CubeSats în spațiul interplanetar.

## Misiune
Misiunea americană DART, lansată la 24 noiembrie 2021 la ora 06:21 UTC de un Falcon 9 de la Stația de Lansare Vandenberg, a atins asteroidul binar (65803) Didymos la 26 septembrie 2022, impactul având loc la ora 23:16 UTC. DART s-a ciocnit cu satelitul Dimorphos cu o viteză relativă de aproximativ 6,6 km/s. Impactul trebuia să modifice perioada de rotație a lui Dimorphos în jurul lui Didymos cu minim 73 de secunde, ceea ce ar trebui să fie observat de telescoapele terestre.
Hera urmează să fie lansată în octombrie 2024 cu o rachetă Falcon 9, care va decola de la Cape Canaveral și va ajunge la asteroidul binar (65803) Didymos la patru ani după DART, mai exact la 28 decembrie 2026, pentru a începe șase luni de investigații.